# Cartierville
Cartierville est un quartier de la ville de Montréal, au Québec (Canada), situé dans l'arrondissement Ahuntsic-Cartierville.
Le quartier est limité au nord par la rivière des Prairies, au sud par l'arrondissement Saint-Laurent, à l'est par le quartier Ahuntsic et à l'ouest par le parc-nature du Bois-de-Saraguay et le quartier Pierrefonds.
Cartierville est nommé en l'honneur de Sir George-Étienne Cartier.

## Histoire
Au XIXe siècle, trois villages s'implantent sur les bords de la rivière des Prairies, le long du chemin de la côte du Bord-de-l'eau (aujourd'hui le boulevard Gouin) vers l'ouest : Cartierville (face à L'Abord-à-Plouffe sur l'île Jésus), le Gros-Sault et Back River qui, en 1897, deviendra Ahuntsic.
L'inauguration du chemin de fer en direction de Saint-Jérôme (1876) et l'entrée en fonction de la ligne de tramway Millen (1892) accélèrent l'urbanisation de ce secteur. Cette ligne de tramway et le train de banlieue sont très populaires au début du XXe siècle, quand Cartierville devient un lieu de villégiature grâce à ses plages et espaces verts.
La ville de Cartierville est créée le 15 mars 1906 par une proclamation de l'assistant procureur général de la province de Québec. La nouvelle municipalité est alors désignée sous le nom de municipalité du village de Cartierville. Le 21 décembre 1912, le village change son statut en celui de ville, en vertu de la Loi constituant en ville le village de Cartierville et la partie adjacente de la paroisse de Saint-Laurent. Le 19 février 1914, la portion rurale et agricole du territoire de la municipalité est soustraite à la juridiction de la ville de Cartierville en vertu de la Loi constituant en corporation le village de Saraguay. Le 22 décembre 1916, la province de Québec sanctionne la Loi amendant la charte de la cité de Montréal prévoyant l'annexion, à Montréal, de la ville de Cartierville.
L'ouverture de l'aéroport de Cartierville, avant le début de la Première Guerre mondiale, tout juste au sud-ouest du quartier allait amener un premier développement résidentiel d'importance.
À l'ouverture du parc Belmont en 1923 dans le secteur de Cartierville, la ville a déjà rejoint la campagne. L'air pur attire encore à Cartierville l'hôpital du Sacré-Cœur, à la recherche d'un quartier salubre pour les tuberculeux.
Le boom résidentiel de l'après-guerre complètera l'urbanisation du secteur. On trace des rues jusqu'aux confins du quartier. En 1959, on perce le boulevard Henri-Bourassa. La construction de l'autoroute Métropolitaine (1960) et de l'autoroute des Laurentides achèvera l'intégration de ce quartier au reste de la métropole.
Finalement, le 1er janvier 2006, le quartier Cartierville est intégré dans l’actuel arrondissement d’Ahuntsic-Cartierville.